# Hadi Sepehrzad
Hadi Sepehrzad (persan : هادی سپهرزاد, né le 19 janvier 1983 à Téhéran) est un athlète iranien, spécialiste du décathlon.
Son meilleur résultat est de 7 711 points obtenus à Téhéran, porté à 7 729 points dans la même ville en 2012. Il a remporté la médaille d'or aux Championnats asiatiques de Kobé en 2011. Auparavant, il avait remporté deux médailles d'argent lors des mêmes championnats en 2009 et en 2007.